# Parque del Observatorio
El Parque del Observatorio está ubicado en el barrio Chipre de la ciudad colombiana de Manizales.

## Historia

### Antecedentes
Desde 1850 funcionó en el lugar sobre la salida a Antioquia (actualmente parque del observatorio), el primer cementerio de la ciudad, llamado Palestina, para 1868, acatando la recomendación del Agrimensor Rómulo Duran, y por razones de la dirección de vientos y las fuentes de agua que allí nacían, se clausuró, para construir uno nuevo al oriente, sobre El Camellón o Carretero que pasó a partir de 1922, al actual cementerio San Esteban.  

### El Parque
En 1922 se crea el parque del Observatorio promovido por Enrique Corelovés y donde José María Zapata, posteriormente hiciera el trazado de las calles aledañas para la concurrencia del público, acompañado de mangas y construcciones de vivienda, todo este conjunto había tomando el nombre de Paseo Nuevo. El nombre de parque del observatorio fue dado mediante concurso abierto; poseía jardines, fuentes y un Kiosco Japonés, posteriormente se fue articulando entonces al borde urbano que llegó a contar con viviendas a lado y lado de todo el largo de su recorrido, hasta la
década de los años cincuenta, cuando fueron desalojadas para dar paso al mirador actual, sobre la avenida 12 de Octubre.

## Características

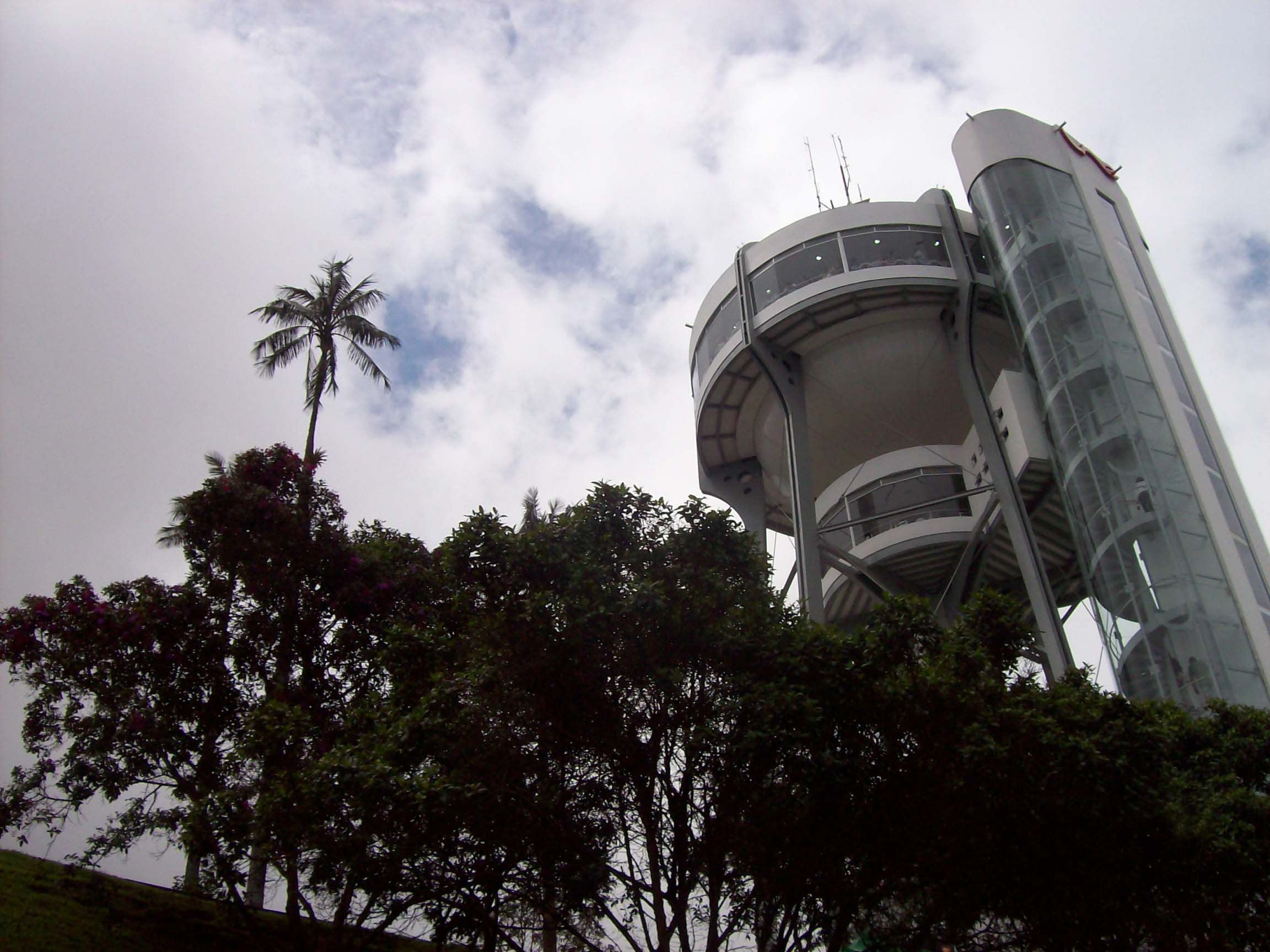
Torre al Cielo, elemento que se encuentra en medio del parque.

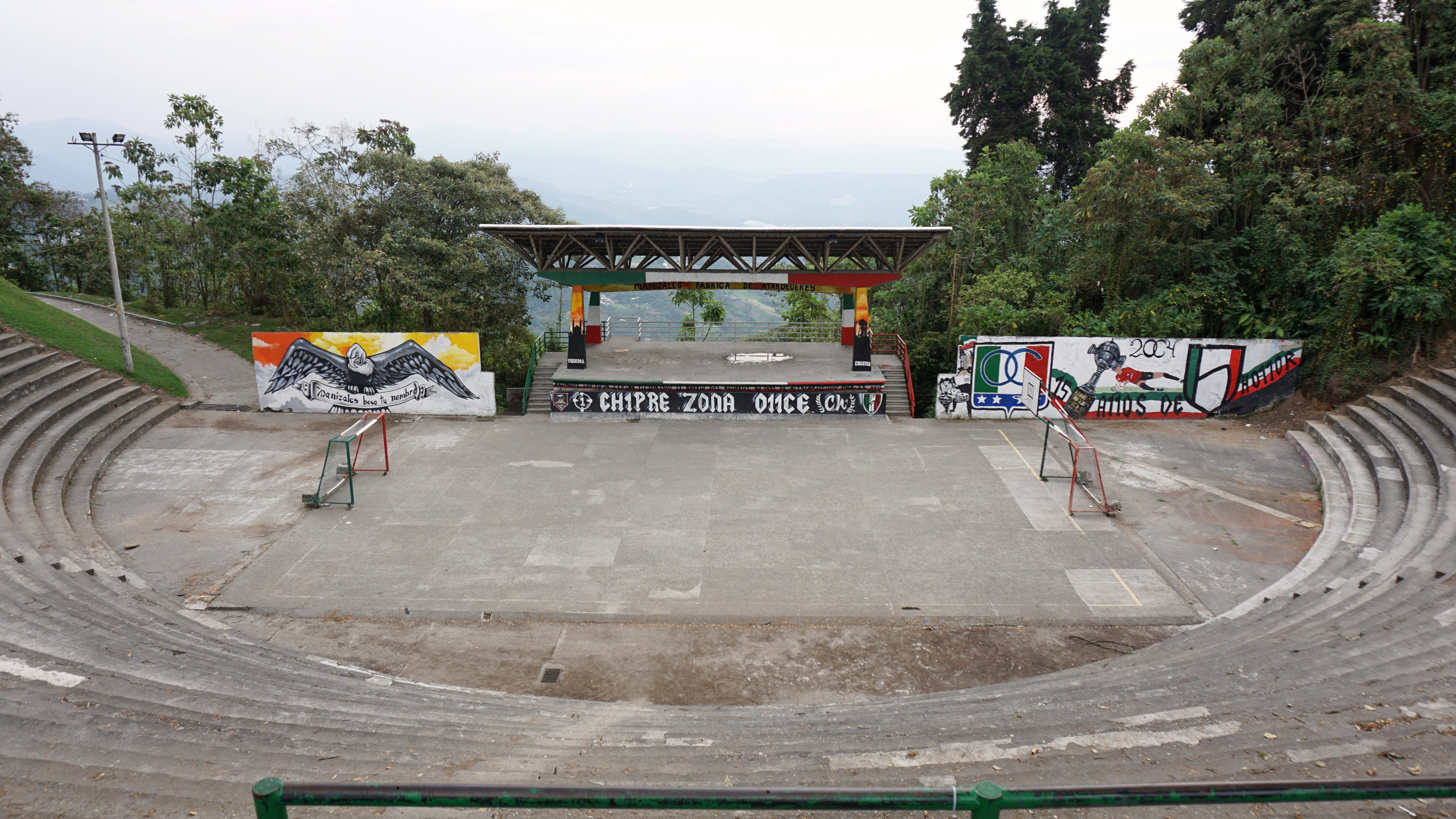
"Media torta" de Chipre utilizada para eventos musicales entre otros.

### Entorno
Entre los elementos que lo conforman se encuentra la Torre al Cielo, la cual se levanta sobre el parque, igualmente dentro del mismo se encuentra la institución educativa Chipre escuela Julio Zuluaga, en el costado oriental y sur es acompañado de construcciones de vivienda, comercio y la sede de la defensa civil, al occidente se encuentra el jardín infantil Santa Bernardita, la media torta de Chipre utilizada para eventos, así como el bulevar de la Avenida 12 de Octubre, desde el cual se observa el valle del Río Cauca y los atardeceres..

### Obras artísticas

#### La Mujer y el Ave
Obra de la artista colombiana Elma Pignalosa, realizada en bronce.

#### Paroxismo
Obra de la artista Adriana Duque, realizada en hierro fundido que consta de una gran mesa y cuatro sillas, las cuales cada una de ellas en un inicio poseían en el centro del asiento un sistema de encendido con gas propano a modo de estufa, el cual fue posteriormente desinstalado; simboliza la mesa con imposibilidad de diálogo, dado que las sillas están orientadas al revés, siendo un símbolo del desplante que Manuel Marulanda Vélez (alias "tirofijo") le hizo al entonces presidente Andrés Pastrana en el inicio de los diálogos de Paz por en junio de 1998.